# Bochumer Wissenstest
Der Bochumer Wissenstest (BOWIT) ist ein nach wissenschaftlichen Kriterien entwickeltes Testverfahren, welches das Wissen der Teilnehmer auf verschiedenen relevanten Gebieten (wie Philosophie, Mathematik, Wirtschaft et cetera) misst. Der BOWIT erhebt den Anspruch, diesen Aspekt zuverlässig zu messen. Zielgruppe sind Studierende, Hochschulabsolventen sowie Fach- und Führungskräfte. Der Test eignet sich über eine individuelle Standortbestimmung hinaus beispielsweise im Rahmen von Fragestellungen der Personalplatzierung beziehungsweise Personalauswahl. So soll der BOWIT über bestehende Leistungstestbatterien hinaus zuverlässige Daten in Hinblick auf den individuellen Wissensstand der Testteilnehmer liefern. Als sinnvoll hat sich auch der Einsatz des BOWIT im Kontext der Berufsberatung erwiesen.

## Entwicklung des Tests
Die ersten Entwicklungsschritte des BOWIT entstanden 1997 im Rahmen eines Projektseminars der Ruhr-Universität Bochum. Nach Analyse von Lehrplänen von Schulen und Universitäten wurde ein erster Katalog von 1200 Fragen erstellt. Dieser Katalog wurde in mehreren Forschungsversionen u. a. durch Reliabilitätsprüfungen und Itemanalysen weiterentwickelt und komprimiert. Die publizierte Version enthält 154 Fragen und benötigt ca. 45 Minuten zur Bearbeitung. Es wurde ebenfalls eine Kurzversion entwickelt. Diese umfasst 45 Fragen, sodass mit einer Bearbeitungszeit von etwa 20 Minuten zu rechnen ist.

## Struktur des Tests
Der BOWIT besteht aus 154 Single-Choice-Fragen zu elf Facetten des Allgemeinwissens. Zu jeder Frage gibt es vier Antwortoptionen sowie die Option „Keine der Antworten trifft zu“. Bei jedem Item ist jeweils nur eine Antwortoption richtig. Die Option „Keine der Antworten trifft zu“ dient dazu die Ratewahrscheinlichkeit zu verringern. Für jede der Facetten wird die Anzahl der richtig beantworteten Fragen mit den Werten in der gewählten Referenzgruppe verglichen. In der Auswertung wird für den gesamten Test sowie für die einzelnen Wissensgebiete angegeben, inwiefern der Teilnehmer über- bzw. unterdurchschnittlich viele Fragen beantworten konnte.

## Elf Facetten des Allgemeinwissens
Die elf Wissensgebiete des BOWIT sind:
• Bildende Kunst / Architektur
• Biologie / Chemie (Beispielfrage: Wie bezeichnet man einen Muskel zum Heranziehen eines Körpergliedes?)
• Ernährung / Bewegung / Gesundheit
• Geographie / Verkehr
• Geschichte / Archäologie
• Gesellschaft / Politik
• Mathematik / Physik
• Philosophie / Religion
• Sprache / Literatur (Beispielfrage: Wer ist der Verfasser des Deutschlandliedes?)
• Technik / EDV
• Wirtschaft / Recht

## Zuverlässigkeit
Die Reliabilitätswerte des BOWIT als Gesamtverfahren nehmen Werte über .90 an: Die Paralleltest-Reliabilität liegt bei .91, die Retest-Reliabilität bei .96 und die Interne Konsistenz bei .95. Berechnet man die Interne Konsistenz der einzelnen elf Facetten, so ergeben sich hier Werte, die sich zwischen .60 und .84 bewegen.

## Gültigkeit
Die Validität des BOWIT ist vielfach abgesichert (vgl. Hossiep & Schulte, 2008). Beispielsweise ist die externe Validität durch signifikante Zusammenhänge des Verfahrens mit bildungs- und lernbezogenen Kriterien wie zum Beispiel Studiums- oder Abiturnote belegt. Es zeigen sich auch starke Zusammenhänge zwischen BOWIT-Ergebnis und beruflichen Kriterien wie Einkommen und hierarchische Position.
Hinweise auf die interne Validität ergeben sich aus der Korrelation von Interesse an einem Wissensgebiet und Leistung im BOWIT. Für die einzelnen Wissensgebiete ergeben sich Korrelationskoeffizienten von .19 - .54.
Die konvergente Validität wurde durch Messen des Zusammenhangs des BOWIT mit dem Wissensmodul des allgemeinen Intelligenztests IST-2000R geprüft. Es ergab sich eine Korrelation von .75.

## Normierung
Dem BOWIT liegt eine Normstichprobe von mehreren Tausend Teilnehmern zugrunde. Zusätzlich zur Gesamtstichprobe können die BOWIT-Ergebnisse auch vor dem Hintergrund verschiedener spezifischer Vergleichsgruppen ausgewertet werden, so z. B. nach Alter, Geschlecht oder auch Berufstätigkeit (Studierende, Fachkraft, Führungskraft etc.).